# Stenogrammitis anamorphosa
Stenogrammitis anamorphosa är en stensöteväxtart som först beskrevs av George Richardson Proctor, och fick sitt nu gällande namn av Paulo Henrique Labiak. Stenogrammitis anamorphosa ingår i släktet Stenogrammitis och familjen Polypodiaceae. Inga underarter finns listade.